# Exorfine
Exorfinen zijn exogene (lichaamsvreemde) opioïde peptiden die ontstaan bij de afbraak van bepaalde voedingsstoffen, met name gluten, caseïne, soja en spinazie. De term "exorfine" is een samentrekking van "exogeen" en "endorfine", waarmee wordt aangegeven dat deze stoffen van buiten het lichaam komen maar op vergelijkbare wijze werken als lichaamseigen endorfines.

## Biochemie
Tijdens de vertering van eiwitrijke voedingsmiddelen zoals tarwe (gluten), melk (caseïne), soja en spinazie ontstaan korte ketens van aminozuren (peptiden) die een morfine-achtige werking kunnen hebben op het zenuwstelsel. Deze stoffen kunnen zich binden aan opioïde receptoren in het lichaam en de hersenen.
Voorbeelden van exorfinen zijn:
- gluteomorfine (uit gluten)
- kaseomorfine (uit caseïne)
- sojamorfine (uit soja-eiwit)
- rubiscoline (uit spinazie)

Bij gezonde mensen worden deze peptiden meestal afgebroken door het enzym dipeptidylpeptidase IV (DPP-IV), waardoor ze geen significante biologische activiteit uitoefenen.

## Mogelijke effecten op het lichaam
Hoewel het onderwerp nog steeds onderwerp is van wetenschappelijk debat, wordt gesuggereerd dat exorfinen invloed kunnen hebben op stemming, gedrag en neurologische functies. Dit zou te maken hebben met hun werking op het opioïde systeem, dat betrokken is bij pijnmodulatie, beloning en stressrespons.
Sommige onderzoekers vermoeden een mogelijke rol van exorfinen bij aandoeningen zoals:
- Autismespectrumstoornissen
- ADHD
- Schizofrenie
- Depressie
- Chronische vermoeidheid

De wetenschappelijke consensus hierover is echter nog niet vastgesteld, en er is meer onderzoek nodig om causale verbanden aan te tonen.

## Exorfine-intolerantie
Exorfine-intolerantie is een hypothese waarbij wordt verondersteld dat bepaalde mensen onvoldoende in staat zijn om exorfinen af te breken, wat zou kunnen leiden tot een ophoping van deze stoffen in het lichaam. Dit zou resulteren in neurologische of gedragsmatige symptomen, zoals concentratieproblemen, stemmingswisselingen, prikkelbaarheid of vermoeidheid.

### Mogelijke oorzaken
Exorfine-intolerantie wordt meestal geassocieerd met:
- Een tekort aan het enzym DPP-IV
- Verstoorde darmpermeabiliteit (lekkende darm)
- Onevenwichtige darmflora
- Genetische factoren

### Diagnostiek en behandeling
Er bestaat geen algemeen aanvaarde medische test voor exorfine-intolerantie. Sommige alternatieve therapeuten bieden urine- of bloedtesten aan om exorfine-activiteit te meten, maar deze zijn wetenschappelijk controversieel.
Een vaak voorgestelde benadering bij vermoedelijke exorfine-intolerantie is een eliminatiedieet, waarbij gluten, caseïne en soja worden vermeden. Soms worden ook DPP-IV supplementen gebruikt.